# Leon Jooste
Leon Jooste (* 18. Februar 1969 in Grootfontein, Südwestafrika) ist ein namibischer Politiker und Mitglied der SWAPO.

## Biografie
Jooste machte seinen Schulabschluss am Paul Roos Gymnasium und 1991 seinen Abschluss Bachelor of Arts in Archäologie an der Universität Stellenbosch in Südafrika.
2004 war er für ein Jahr Vizeminister im Ministerium für lokale und regionale Verwaltung, ehe er 2005 ins Umwelt- und Tourismusressort wechselte. Er legte das Amt 2009 nieder, um das Familienunternehmen, nach dem Tod seines Vaters, in Kapstadt (Südafrika) zu übernehmen.
Jooste war vom 21. März 2015 bis 31. März 2022 Minister im Ministerium für Staatsunternehmen. Er stellte mit seinem freiwilligen Ausscheiden aus dem Ministeramt auch sein Abgeordnetenmandat zur Verfügung. Auch seinen Sitz im Zentralkomitee der Partei gab er ab.